# 894

894(팔백구십사)는 893보다 크고 895보다 작은 자연수다.

## 수학
- 합성수로, 그 약수는 1, 2, 3, 6, 149, 298, 447, 894다. 진약수의 합은 906이므로, 894는 과잉수다.
  - 제곱 인수가 없는 47번째 과잉수다. 이 성질을 지닌 앞의 수는 870, 다음 수는 906이다. (OEIS의 수열 A087248)
- 78번째 불가촉수다. 앞의 불가촉수는 892, 다음은 896이다.

## 과학
- NGC 894: 고래자리 방향에 있는 전리수소영역
- 894 에르다(영어판): 소행성.

## 교통
- 주간고속도로 제894호선(영어판): 미국의 주간고속도로 노선으로, 주간고속도로 제94호선의 지선 노선.

## 군사
- 894 해군 항공대(영어판): 과거 존재한 영국의 해군 항공대.

## 문화유산
- 대한민국의 보물 제894호: 주범망경

## 기타
- 연도: 894년, 기원전 894년